# Philbrook Museum of Art
Il Philbrook Museum of Art è un museo d'arte di Tulsa, Oklahoma. Si trova nella casa del pioniere del petrolio Waite Phillips e sua moglie Genevieve (Elliott) Phillips, originari di Tulsa. Le sue collezioni spaziano dall'arte italiana del Rinascimento (Piero di Cosimo, Gentile da Fabriano, Biagio di Antonio Tucci, Tanzio da Varallo, Bernardo Strozzi) a quella francese (William-Adolphe Bouguereau, Jean-Baptiste Camille Corot) e americana (Thomas Moran, William Merritt Chase, Levi Wells Prentice). Notevole è anche la collezione di arte africana e dei Nativi americani.
Ogni anno è visitato da circa 123 000 persone.

## Storia
L'architetto statunitense Edward Buehler Delk disegnò, nel 1926, una villa in stile italiano per i coniugi Phillips, chiamata Philbrook. Il progetto venne completato rapidamente, entro il 1927, ed era di grandi dimensioni: la villa disponeva di 72 stanze e di un parco di 23 acri di terreno, con giardini ispirati a quelli di Villa Lante. Nel 1938 Waite Phillips donò tutta la proprietà alla città di Tulsa, affinché venisse destinata ad attività culturali, come di fatto avvenne, venendo aperta come museo l'anno successivo. Il primo direttore fu Eugene Kingman.
Le collezioni esposte hanno un piccolo nucleo nelle opere possedute dai Phillips, ma sono in maggior parte composte dalle donazioni di Clark Field (dal 1942, soprattutto ceramica e oggetti dei nativi americani), di Roberta Campbell Lawson (dal 1947), di Laura A. Club (1947, arte americana ed europea) e della Samuel Henry Kress Foundation (arte del Rinascimento italiano, 1962).
Un programma di formazione artistica venne avviato nel 1940 e dal 1949 una sezione è dedicata ai bambini (Children's Museum). In seguito a difficoltà finanziarie negli anni 1980, ebbe una rinascita nel decennio seguente e cambiò il nome da Philbrook Art Center a Philbrook Museum of Art, nel 1987. Il museo è aperto tutti i giorni dalle 9:00 alle 17:00. tranne lunedì e martedì.

## Opere principali
- Gentile da Fabriano, Madonna in trono col Bambino e due angeli, 1410-1415 circa
- William-Adolphe Bouguereau, La pastorella, 1889